# Cumalıkızık

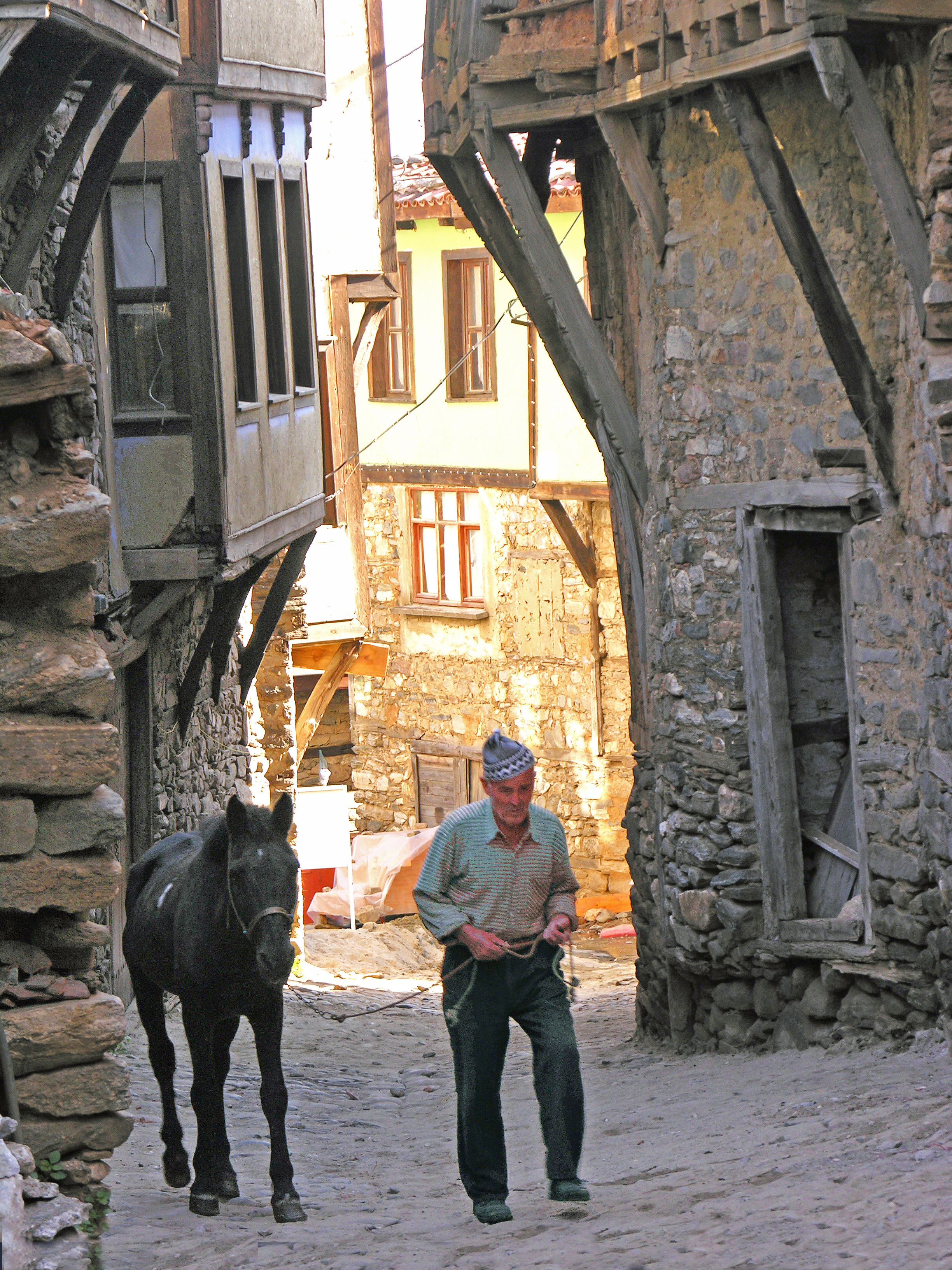
Strada tipica in Cumalıkızık

Cumalıkızık è un villaggio nel distretto di Yıldırım, provincia di Bursa, situato 10 chilometri ad est della città di Bursa, ai piedi del monte Olimpo della Misia, in Turchia. 
La sua storia risale al periodo di fondazione dell'Impero ottomano. Il borgo è oggi incluso nel confine del distretto Yıldırım, come un quartiere. Cumalıkızık venne fondato come un villaggio waqf. La storia del luogo è stata ben protetta, sono ancora intatte le strutture architettoniche del periodo ottomano. Per questo, Cumalıkızık è diventato un popolare centro turistico, seppure ancora incontaminato.
Un gruppo di villaggi simili, situati nelle vicinanze, tra i piedi del monte Olimpo della Misia e le valli, sono stati chiamati Kızık, in turco. Il nome proviene da uno dei ventiquattro clan dei Turchi Oghuz, anche gli abitanti dei villaggi sono chiamati Kızık. Villaggi simili, seppure meno ben conservati, sono Değirmenlikızık, Derekızık, e Hamamlıkızık. Il nome di Hamamlıkızık deriva dalle terme locali (hamamli), che ivi avevano sede. Il nome di Cumalıkızık deriva da "venerdì" (Cuma, in turco), giorno in cui le persone di religione islamica si radunano per la celebrazione del culto.
Il museo etnografico di Cumalıkızık, situato nella piazza del paese, mostra diversi oggetti storici del sito. Ogni anno, nel mese di giugno, ha luogo il festival del lampone. Le famose case di Cumalıkızık sono fatte di legno e mattoni. La maggior parte delle case è triplice. Le finestre dei piani superiori sono generalmente dotate di grata e con una vetrata. Le maniglie e i battenti sulle principali porte d'ingresso sono in ferro battuto. Le strade di ciottoli sono molto strette, senza marciapiedi, ma al centro è presente una tipica grondaia medievale per lo scarico della pioggia e delle acque in generale.